# Joshua Milton Blahyi
Joshua Milton Blahyi (né le 30 septembre 1971), connu autrefois sous son nom de guerre Général Butt Naked (Général Cul Nu, en français) est un ancien commandant des forces rebelles, sous le plus large contrôle du seigneur de guerre libérien Roosevelt Johnson. Blahyi était connu pour sa violence et pour les atrocités commises durant la Première Guerre Civile du Libéria, au début des années 1990.
Depuis la fin de la guerre, converti au christianisme, il est devenu chrétien évangélique.

## Biographie
Blahyi est membre du peuple Sarpo (Wés, sous-ensemble Guéré), au Libéria. Il déclare avoir été désigné prêtre animiste à l'âge de onze ans, et participe à son premier sacrifice humain. Au cours des trois jours du rituel qui suivent, Blahyi a une vision, dans laquelle le Diable lui aurait indiqué son avenir de grand guerrier, et l'obligation de continuer à pratiquer le sacrifice humain et le cannibalisme pour accroître sa puissance.
Il est plus tard nommé grand-prêtre par les aînés de la tribu Krahn, une position qui le conduit à devenir le conseiller spirituel du Président Libérien Samuel Doe. En tant que prêtre Khran, Blahyi adhère à un système de croyances traditionnel et complexe. Blahyi l'explique lui-même, « j'ai été grand-prêtre pour le plus grand dieu de la tribu Khran, et à la fin Samuel K. Doe, en tant que garçon membre d'une tribu, a été automatiquement placé sous ma juridiction… J'ai aussi placé Nyanbe-un-weh parmi les trois premiers dieux de haut rang dans la magie noire d'Afrique de l'Ouest. »
Nyanbe-un-weh était l'idole de Blahyi qui — selon lui — exige des sacrifices rituels; Blahyi en était venu à croire que Nyanbe-un-weh était le Diable. Il explique que la tribu Khran sélectionne les dirigeants basée sur les prouesses physiques plutôt que le droit d'aînesse. Le processus de sélection a lieu par année à la lutte : « La lutte traditionnelle est une affaire sans tabou. Le vainqueur final a le droit de tuer et de mutiler pour montrer sa force et sa bravoure. Le plus fort ou le dernier homme debout après le concours sanglant prendra à la fois le droit d'aînesse et la direction de la tribu ».

## Forces rebelles
Au cours de la Première Guerre Civile au Libéria, il a dirigé une unité de mercenaires, dont beaucoup étaient des enfants soldats, connue comme la Butt Naked Brigade (la brigade cul-nu). Ils étaient financés par Roosevelt Johnson et combattaient aux côtés de la milice ULIMO contre les troupes dirigées par Charles Taylor et Prince Yormie Johnson. L'ULIMO était fidèle à Samuel Doe, qui fut capturé et exécuté personnellement par Johnson. Taylor a finalement pris le contrôle du pays.
Blahyi dit avoir mené au combat ses troupes complètement nues à l'exception de chaussures et d'un pistolet. Il croyait que sa nudité était une source de protection contre les balles. Blahyi prétend aujourd'hui qu'il faisait régulièrement le sacrifice d'une victime avant la bataille, en disant : « Habituellement, c'était un petit enfant, quelqu'un dont le sang frais serait à même de satisfaire le diable. »
Il explique dans le Seattle Post-Intelligencer : « Parfois, j'entrais dans l'eau où les enfants jouaient. Je plongeais sous l'eau, en saisissais un, je le portais et je brisais son cou. Parfois, je causais des accidents. Parfois je les tuais simplement. » En janvier 2008 Blahyi avoué avoir pris part à des sacrifices humains qui « comprennent le meurtre d'un enfant innocent en lui arrachant le cœur, qui a ensuite été divisé en morceaux pour que nous le mangions. »
Blahyi déclare à un journaliste sud-africain du Star qu'il a « rencontré Satan régulièrement et parlé avec lui » et qu'à partir de l'âge de 11 ans jusqu'à ses 25 ans, il a participé à des sacrifices humains. Lorsque Nlahyi raconte ce qu'était une bataille « typique », il déclare : « Donc, avant de mener mes troupes au combat, nous étions ivres et drogués, nous sacrifions un adolescent local, buvions son sang, puis nous nous déshabillions jusqu'aux chaussures, nous allions au combat en portant des perruques colorées et des sacs à main que nous avions pillés sur les civils. On abattait n'importe quelle personne qu'on voyait, on leur coupait la tête, et on les utilisait comme ballons de football. Nous étions nus, sans peur, ivres et pourtant stratégiques. Nous avons tué des centaines de personnes — tellement que j'en ai perdu le compte. »
Blahyi prétend également que durant cette période, il avait « des pouvoirs magiques qui le rendaient invisible » et un « pouvoir spécial » pour capturer une ville d'une seule main, n'ayant plus ensuite qu'à appeler ses troupes pour « nettoyer ». Certains des soldats de Blahyi, souvent des garçons pré-adolescents, entraient dans la bataille nus, d'autres portaient des vêtements de femmes. En juin 2006 Blahyi publie son autobiographie, qui inclut des photos de lui combattant avec un fusil, ne portant uniquement des sneakers.

## Conversion au christianisme
Les activités guerrières de Blahyi prennent fin en 1996, alors que la guerre civile du Libéria vient de se terminer. Il déclare que sa conversion est due à l'église City of Light Church of God de Monrovia (Église de Dieu (Cleveland)), où l'évêque John Kun Kun est pasteur. Ils déclarent avoir entendu Dieu leur demander de jeûner 54 jours pour sa délivrance. Après le jeûne, ils prétendent que Dieu leur a donné des pouvoirs spirituels afin d'infiltrer son coven dans la ville de Liberia et de prêcher pour lui. Peu de temps après, il aurait eu une théophanie dans laquelle Jésus-Christ lui apparaît comme une lumière aveuglante, parle de lui comme un fils, et lui dit qu'il va mourir à moins qu'il ne se repente de ses péchés.
En 1997 Blahyi voyage au camp de réfugiés de Buduburam au Ghana. C'est à ce camp, raconte-t-il, qu'il s'est confessé pour ses péchés dans une église et « a eu la vie sauve ». Quand il va prêcher maintenant, il dit qu'il se heurte parfois à des proches de ses victimes. « Je me sens très mal, si mal », dit-il, mais il insiste sur le fait que des forces sataniques le possédaient dans le passé et qu'il ne peut en être tenu responsable. Depuis, il a exprimé la volonté d'être jugé pour crimes de guerre à la Haye.

## Ministère
Blahyi est devenu évangéliste et a fondé End Time Train Evangelistic Ministries Inc en 1999.
En octobre 2016, Blahyi a lancé un appel aux dons pour un demi-million de dollars, afin de soutenir son ONG Journeys Against Violences qui forme des enfants soldats et des toxicomanes à l'agriculture et à la construction.

## Vie privée
Il est marié à une femme pasteure et a quatre enfants : Michaela, Joshua Milton Jr, Janice Marva et Jackie MaryBeth. Pendant quelques années, il a été séparé de sa famille et a dû se cacher au Ghana, craignant des représailles de la part de ses victimes ou de leurs proches.

## Dans la culture populaire
En 2004, le réalisateur Libérien-Américain Gerald Barclay voyage à Buduburam pour tourner un documentaire dont des entretiens avec Blahyi. En janvier 2008, Blahyi retourne au Liberia et déclare devant la Commission Vérité et Réconciliation (en) que lui et ses hommes étaient responsables de la mort de plus de 20 000 personnes entre 1980 et 1996.
Blahyi a fait l'objet en 2010 d'un film documentaire : True Stories: The Redemption of General Butt Naked par le Sundance Institute, produit et réalisé par Eric Strauss et Daniele Anastasion.
- Le Général Butt Naked a été une des principaux sujets du documentaire de Vice magazine Le Guide Vice du Libéria[20].
- Matt Stone et Trey Parker ont basé le personnage « General Butt Fucking Naked » de leur comédie musicale Le Livre de Mormon sur le Général Butt Naked[21].